# Mayfair (Band)
Mayfair ist eine österreichische Band aus Vorarlberg.

## Geschichte
Mayfair wurde im Februar 1989 in Satteins von Rene Tiefenböck, Rene „Mötle“ Konzett, Manfred „Little“ Konzett und Mario Prünster gegründet. Im gleichen Jahr wurde das erste Demo mit dem Lied „Narrow-Minded-Ness“ sowie dem Titelstück „Live for the King“ erstellt. Nach mehreren kleinen Konzerten nahmen Mayfair 1991 in Basel die Demo „Find My Screams Behind this Gate“ auf. Neben zahlreichen guten Kritiken gab es unter anderem von Stefan Glas die Auszeichnung „Demo des Monats“ im „Underground Empire“.
1993 veröffentlichte die Band das Album „Behind“ über das Label „General Inquisitor Torquemado’s Releases“. Dazu gab es etwa im deutschen „Metal Hammer“ Höchstnoten. Stilistisch gesehen gab es Vergleiche mit Bands wie Warlord und Psychotic Waltz aber auch Einflüsse von Voivod und Fates Warning waren zu hören.
1995 folgte das zweite Album „Die Flucht“. Die Aufnahmen entstanden in Deutschland in Zusammenarbeit mit Andreas Kopp und wurden über WMMS-Records veröffentlicht. Während manche Kritiker die eher schwache Produktion bemängelten, beurteilten Rock Hard die Musik äußerst positiv und attestierte der Band eine eigenständige Stil-Mischung aus Rock, Metal und Psychedelic.
In den nachfolgenden Jahren machten sich innerhalb der Band erste Differenzen bemerkbar. Vor allem durch die spieltechnischen Fortschritte von Schlagzeuger Little ergaben sich musikalisch neue Möglichkeiten, die jedoch nicht von allen Bandmitgliedern gleichermaßen positiv gesehen wurden.
1998 veröffentlichte die Band trotz interner Spannungen das Album „Fastest Trip To Cyber-Town“. Das Werk wurde von Stuart Bruce in den „Real World Studios“ in Batheaston, England gemischt und über das bandeigene Label King Pest Records veröffentlicht. Erstmals fanden sich Instrumente wie Cello, Didgeridoo, Saxofon oder Keyboard sowie auch von Little programmierte Samples und Loops im Sound der Band wieder. Die Musik auf „Fastest Trip To Cyber-Town“ wurde erneut als sehr eigenständig gelobt.
Trotz der Erfolge waren im Jahr 1999 die persönlichen und musikalischen Differenzen unüberwindbar und Rene verließ die Band. Zusammen mit Hans Bertschler, dem Keyboarder auf Fastest Trip to Cyber-Town, schrieben die verbliebenen Musiker noch weitere Lieder und spielten vereinzelt Konzerte.
2001 war auch dieser Weg nicht mehr gangbar und die Band löste sich auf. In den folgenden acht Jahren hatten die Bandmitglieder so gut wie keinen Kontakt miteinander und arbeiteten in diversen Projekten, verabschiedeten sich aber teilweise auch ganz aus der Musikwelt.
2009 fing Rene wieder an, Lieder zu komponieren, die er zuerst Sänger Mario Prünster schickte. Sowohl er als auch Bassist Mötle waren vom neuen Material als auch von der Idee einer Reunion begeistert. Schlagzeuger Little allerdings fehlte, vor allem auf Grund der Arbeit in seinen „Little Big Beat Studios“, die notwendige Zeit, um mit vollem Einsatz bei Mayfair wieder einzusteigen. Mit dem langjährigen Band-Roadie Roland „Jolly“ Mähr war jedoch schnell Ersatz gefunden. Anfang 2012 flammten alte Konflikte wieder auf und Mötle verließ die Band. Der Wunschkandidat der verbleibenden Musiker für den nunmehr vakanten Posten des Bassisten war Johannes Leierer, der die Band wieder komplettierte. Nur sechs Wochen nach seinem Einstieg gab Mayfair mit dem neuen Line-up ein erstes Konzert. Im gleichen Jahr spielte Mayfair Konzerte in Griechenland, Italien und Österreich, wo bereits neues Material aufgeführt wurde. Pure Prog Records bot der Band an, das erste Album „Behind“ auf Vinyl (November 2012) und als Doppel-Digipack zusammen mit bisher unveröffentlichtem Material (April 2013) zu veröffentlichen.
Im November 2013 wurde das Album „Schlage mein Herz, schlage…“, aufgenommen mit Lorenz Häusle in den Lorenz Phon Hertz Studios, erneut in Zusammenarbeit mit Pure Prog Records veröffentlicht. Die Resonanzen auf das Album als auch auf die folgenden Konzerte waren durchwegs positiv.
Das fünfte Album heißt „my ghosts inside“ und wurde zusammen mit Thomas Koch und Sirius D.Raze aufgenommen, im April 2016 über Pure Prog Records veröffentlicht und bei einem gemeinsamen Konzert mit Kenn Nardi (Anacrusis) in Feldkirch präsentiert. Dieses Album brachte Mayfair im Jahr 2017 eine Nominierung für den Amadeus Austrian Music Awards in der Kategorie „Hard & Heavy“ ein. Im September 2017 verließ Bassist Johannes Leierer die Band aus persönlichen und musikalischen Gründen.

## Diskografie
Studioalben
- 1993: Behind
- 1995: Die Flucht
- 1998: Fastest Trip to Cyber-Town
- 2013: Schlage mein Herz, schlage...
- 2016: My Ghosts Inside